# بیهوش‌کننده عمومی

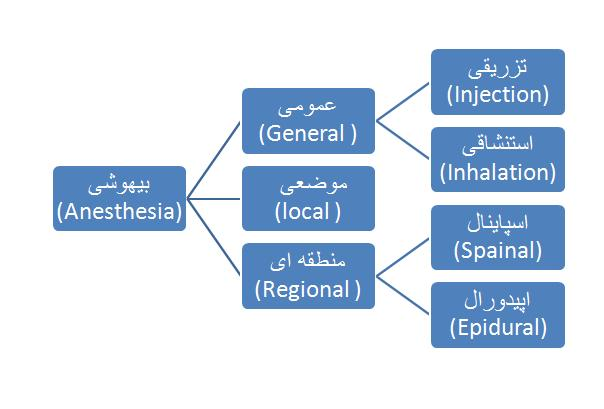
الگوی کلی روش بیهوشی

بیهوش‌کنندهٔ عمومی دسته‌ای از داروها هستند (زیرمجموعه بیهوش‌کننده) که به صورت برگشت‌پذیر توانایی از بین بردن هوشیاری را دارند. متخصص بیهوشی از این داروها برای القای بیهوشی یا نگهداری بیهوشی در حین جراحی استفاده می‌کند. بعضی از این داروها در دوزهای پایین جهت بی دردی استفاده می‌شوند.

## انواع روش‌های استفاده
داروهایی که به عنوان بیهوش‌کننده عمومی استفاده می‌شوند به سه شکل گاز، تبخیر و تزریقی موجود می‌باشند. قابل بیان است که می‌توان فقط با استفاده از یک فرم دارویی بیهوشی ایجاد کرد اما معمولاً دو شکل دارو در کنار هم و در ترکیب با هم برای بیهوشی استفاده می‌شود، به عنوان مثال زمانی که از داروهای تزریقی جهت القای بیهوشی استفاده می‌شود از داروهای استنشاقی جهت نگهداری بیهوشی استفاده می‌شود.

### استنشاقی
این دسته دارویی شامل گازها و مایعات تبخیری معمولاً توسط ماشین بیهوشی به بیمار منتقل می‌شود. دستگاه بیهوشی معمولاً داروهای استنشاقی را با اکسیژن و هوا ترکیب کرده و در اختیار بیمار که تحت مانیتور است قرار می‌دهد. بسیاری از ترکیب‌ها برای بیهوشی استنشاقی استفاده می‌شد اما امروزه چند دارو به صورت گسترده در حال استفاده می‌باشند از جمله ایزوفلوران، سووفلوران، دسفلوران که معمولاً این داروها در ترکیب با دی نیتروژن مونوکسید استفاده می‌شوند. داروهای قدیمی تر در گروه استنشاقی شامل هالوتان، انفلوران و متوکسی فلوران می‌باشد.

### تزریقی
از این دسته دارویی هم می‌توان به عنوان داروی القای بیهوشی و هم نگهدارنده بیهوشی استفاده کرد. بیشتر متخصصین بیهوشی داروهای تزریقی را به دلیل سرعت بیشتر و عوارض کمتر ترجیح می‌دهند. تعدادی از داروهای بیهوشی تزریقی که بیشترین استفاده را دارند عبارتند از:
- پروپوفول
- اتومیدیت
- باربیتورات‌ها مانند تیوپنتال سدیم و متوهگزیتال
- بنزودیازپین‌ها مانند میدازولام
- کتامین

البته لازم است ذکر شود از گروه بنزودیازپین جهت ایجاد آرامبخشی و ایجاد فراموشی پس از جراحی( نسبت به وقایع حین جراحی ) استفاده شده و این دارو در کنار سایر داورهای بیهوشی استفاده می‌شود.